# ありがとう浜村淳です土曜日です
『ありがとう浜村淳です土曜日です』（ありがとうはまむらじゅんですどようびです）は、毎日放送→MBSラジオが1977年2月から毎週土曜日の午前中に放送している生ワイド番組。1974年4月8日（月曜日）から2024年3月29日（金曜日）まで平日の午前中に同名の番組『ありがとう浜村淳です』（ありがとうはまむらじゅんです、以下「平日版」と略記）を編成していた。
放送時間は、毎週土曜日の8:00 - 11:30。編成上の番組タイトルは『ありがとう浜村淳です』だが、実際には、平日版終了後の放送でも『ありがとう浜村淳です土曜日です』というタイトルを引き続き用いている。

## 概要
毎日放送時代の1972年10月14日から土曜日に放送されていた『ごめんやす浜村淳です』（同月から平日の午前中に放送されていた『ごめんやす馬場章夫です』の土曜版）の流れを汲む生ワイド番組。1974年4月から『ごめんやす馬場章夫です』の前枠で『ありがとう浜村淳です』（平日版）の放送を始めたことを受けて、1977年2月に『ありがとう浜村淳です土曜日です』と改題した。このような経緯から、『ありがとう浜村淳です』シリーズの番組でありながら、放送の時間帯や内容が平日版と若干異なっている（詳細後述）。
2001年4月から2006年9月までは、ユニバーサル・スタジオ・ジャパン（USJ）内の毎日放送ラジオスタジオから放送。2013年には、日本民間放送連盟賞・ラジオ生ワイド番組部門の優秀賞に選ばれた。
2020年度の最終放送までは、平日版とともに毎日放送のラジオ局（ラジオ放送事業部門）で制作していた。毎日放送は「新日本放送」時代の1959年3月1日からテレビ放送事業とラジオ放送事業を兼営してきたが、2021年4月1日（木曜日）付でラジオ放送事業を「株式会社MBSラジオ」へ移管したことに伴って、平日版は同日、土曜版は同月3日放送分から「株式会社MBSラジオ」で制作している。このような制作体制の変更に伴って、番組開始当初から「毎日放送」という社名を入れていたジングル（サウンドステッカー）や、後述するオープニングの口上も「MBSラジオ」という新社名と「Mラジ」（エムラジ）という新略称入りのバージョンへ一新された。
平日版は「放送50周年」の節目に当たる2024年3月29日（金曜日）をもって終了したが、『ありがとう浜村淳です』シリーズとしては、翌週（4月6日）以降も土曜日（週1回）限定で生放送を続けている。

## 出演者

### パーソナリティ
- 浜村淳

新型コロナウイルスへの感染が拡大している2020年には、4月25日まで土曜版へのスタジオ出演を続けた後に、同月28日（火曜日）から5月22日（金曜日）まで、平日版を含めて自宅からの中継出演に切り替えていた（当該項で詳述）。
2021年1月13日（水曜日）放送分への出演後に国立循環器病センターで定期検診を受けたところ、脳内の血管にごく小さな閉塞の症状を検査医が発見。この症状の解消に効果のある治療薬を探す必要に迫られたことから、再検査と投薬治療を目的にそのまま入院したため、平日版の翌14日（木曜日）・15日（金曜日）放送分を休演した。浜村が（放送休止期間やあらかじめ取得を決めていた休暇を除いて）当番組を（平日版を含めて）完全に休演することは初めてであったが、共演者やスタッフに電話でメッセージを伝えられるほど体調は良好 で、16日の土曜版から電話を介して一部の時間帯で出演を再開。同日中の退院を経て、平日版には18日（月曜日）、土曜版には23日からスタジオへ復帰した。

### アシスタント
- 桜井一枝（2021年10月2日 - ）

2002年10月から2013年9月25日まで平日版（月 - 水曜日）を担当してから、2021年10月改編で金曜日のアシスタントとして平日版への出演を再開したことを機に、土曜版の担当を兼務。平日版が2024年3月29日（金曜日）に終了したことから、放送上は平日版における最後のアシスタントになったが、土曜版については翌週（4月6日）以降も出演を続けている。2025年4月からは隔週担当に変更。
MBSラジオでは、1987年に『時さんのまるごとリクエスト』を開始してから2020年に『桜井一枝&井上雅雄のるんるん土曜リクエスト』が終了するまで、土曜日の午後帯で『土曜リクエスト』（長時間の生放送による音楽番組）シリーズを長らく担当していた。
- 波江野陽子（2025年4月12日 - ）

### コーナーレギュラー

#### 「競馬大作戦」
『サンデー競馬中継 みんなの競馬 → GOGO競馬 サンデー!』（MBSラジオが日曜日の午後に放送する競馬中継）で実況・リポートを担当する以下のアナウンサーが交互に、スタジオへ登場するか滞在先から電話で出演。
- 来栖正之（毎日放送アナウンサー）
- 中野広大（毎日放送アナウンサー）
- 三宅秀一郎（ユウセイプランニングに所属するフリーアナウンサー）
- 中西則善（オフィスキイワードに所属するフリーアナウンサー）

#### 「西川きよしのきょうも元気です」
- 西川きよし

### 過去の出演者
- 鈴木美智子（アシスタント、1974年10月 - 1994年3月、平日版全曜日のアシスタントと兼務）
- 渡辺たかね（アシスタント、2008年11月から2009年4月25日放送分までの産休を経て、2009年5月2日から2012年9月8日放送分まで出演）
- 上田悦子（MBSアナウンサー、渡辺が産休中のアシスタント代理）
- 大内真紀（アシスタント、2012年9月15日 - 2014年2月22日、起用前から担当している平日版の木曜→月曜、および金曜アシスタントを兼務）
- 中野加奈子（2014年3月1日 - 2016年12月31日）※平日版で「ありがとうギャルズ」を務めていた（担当時期、1999年4月 - 2001年9月）。
- 佐々木りつ子（2017年1月7日 - 2021年9月26日） ※桜井による平日版への復帰・土曜版への出演開始に伴って、担当を平日版の月 - 木曜日に変更。変更後に結婚を経て懐妊したため、2023年8月30日（木曜日）放送分での担当をもって産前産後休業。出産後の2024年2月から火曜日限定でアシスタントに復帰したが、木曜日では休業期間中から最終週まで桜井がアシスタントを務めていた。

## 放送時間
| 期間         | 放送時間            |
| ------------ | ------------------- |
| 1970年代後半 | 土曜日 8:00 - 11:00 |
| 1980年代前半 | 土曜日 8:00 - 11:15 |
| 現在         | 土曜日 8:00 - 11:30 |

- 平日版では、2002年10月7日から2時間半（8:00 - 10:30）に固定してきた放送時間を、2021年10月4日（いずれも月曜日）から2時間（8:00 - 10:00）に戻していた。土曜版では、2021年10月（2日）以降も放送時間を変更していない。

## タイムテーブル
放送時間は概ねの目安。
- 8:00 ありがとう芸能情報

平日と同名のコーナーだがいわゆるゴシップ情報も扱う平日版と趣がやや異なり、週刊誌などから芸能人のエピソードを紹介することが多い。コーナーの終わりには、当日に扱った話題に関する楽曲を流す（基本的に曲名や歌手名は紹介せずに流れる）。
- 8:20 MBSニュース・お天気のお知らせ・MBS交通情報・USJ情報（当日の営業時間と開催中のイベント・駐車場の混雑情報を紹介）
- 8:40 土曜日の人生相談

リスナーから寄せられた法律に関する相談を、大阪弁護士会の協力で回答する。
- 8:50 はがきをありがとう〜おみやげのプレゼント〜・1

「ボツになっても数出しゃ当たる、全てこの世は根競べ」のフレーズで始まるプレゼントコーナー。賞品は毎回変わるが、固定されたものとして現金5,000円が、各回1名（合計3名）に贈られる。1回目のこの時間帯は、プレゼントの賞品説明に時間を掛けている。かつては現金に変えて、USJの入場券2枚（ペアチケットではない）が贈られたことがある。
- 9:00 競馬大作戦

MBSの競馬中継担当アナウンサーが週替わりで出演。主にその週の重賞レース（G1レース開催週はそれを優先する。かつては、土曜日に重賞競走が無い週は、その日のメインレースを取り上げていた）を架空実況中継のスタイルで予想する（3着までに入りそうな馬を3〜4頭挙げる）。
2016年までは、MBSの関係者（現職のアナウンサーや正社員としての定年後も競馬中継での実況を続けていたアナウンサー）だけが交互に出演。2017年に入ってからの競馬中継では、三宅秀一郎の起用を皮切りに社外のフリーアナウンサーも実況や司会を分担する一方で、MBS側の実況アナウンサーには（嘱託契約期間の満了を含めた）退職や担務変更による中継からの離脱が2022年の5月上旬まで相次いでいた。2023年4月からは2021年入社の中野広大が実況陣に加わっているが、2022年の5月中旬以降もこのコーナーへの出演を続けているMBS関係者は、現役の実況アナウンサーにして中継のプロデューサーを兼務している来栖しかいない。なお、来栖は正社員としての定年を2024年5月に迎えてからも、嘱託扱いの「シニアスタッフ」（現役の競馬実況アナウンサー）として当コーナーで架空実況を随時披露。
- 9:15 MBSニュース・お天気のお知らせ・MBS交通情報・USJ情報
- 9:35 映画サロン

途中10時の時報を挟む形で、話題の新作映画を独特の「浜村節」で紹介する、土曜日の看板コーナー。大抵は作品情報からあらすじまでを結末以外ほぼ全て語る。まれに番組主催の試写会の案内を兼ねる事もある。結末に差し掛かると「ここから先は映画館でご覧になって下さい」と言って終わる。その後すぐに「一言だけ付け加えますと」と言いながら、結末が分かる内容まで喋ってしまう場合がある。
浜村が検査入院中で電話を通じた出演にとどめていた2021年1月16日放送分では、『かめばかむほど亀井希生です!』（土曜日早朝の生ワイド番組で当時は土曜版の直前まで放送）に続いて、亀井希生（毎日放送アナウンサー）が当コーナーに登場。浜村に代わって、「トップガン マーヴェリック」の解説と紹介を担当した。
2021年2月6日（土曜日）には、当コーナーからのスピンオフ番組『浜村淳のお耳の名画座』を、当番組本番終了後の16:40 - 17:40に放送。浜村と佐々木の出演で、「J:COM TV フレックス」（Netflixと専門チャンネルをテレビで視聴できるJ:COM関西の有料セットサービス）の加入者だけが鑑賞できる映画から、浜村自身が選んだ邦画・洋画の名作を時間の許せる限り語っていた。
2021年7月17日（土曜日）には、平日版を含めても史上初めての有料オンラインイベント「ありがとう浜村淳です～名作映画をオーケストラでどうぞ!～」（足立衛&アゼリアジャズオーケストラの演奏に浜村の解説を織り交ぜた企画で佐々木が進行）を、土曜版本番終了後の12:00に「ちゃぷらステージ」（毎日放送本社1階のオープンスペース）で開催。有料チケットの購入者を対象に、7月24日（土曜日）の23:59までアーカイブ動画の配信を実施している。
- 10:15 はがきをありがとう〜おみやげのプレゼント〜・2
- 10:20 MBSニュース・お天気のお知らせ
- 10:30 西川きよしのきょうも元気です!

「さて、今日も西川きよしさんがお土産を持ってスタジオに来てくれました」のフレーズで始まるトークコーナー。放送中はタイトル名を用いない。きよしの1週間の出来事を基に話を繰り広げる。話が盛り上がり、コーナー終了が11時を過ぎることもある。
きよしが参議院議員だった時代は「西川きよしの国会報告」として、活動報告のほか福祉を中心とした国政の話題も取り上げた（2004年の議員引退後も国政の話題は時々話に上がる）。
参議院議員を降りて現在のタイトルとなる。毎回きよしがお土産（地方公演等で訪れた地の名産品が多い）を持参し、コーナー最後にきよしがなぞなぞを出題した上で正解したリスナーの中から1名にそれをプレゼントしている。また年数回、きよしがスケジュールの都合で欠席することがあり、その場合は別内容となる。
毎日放送がテレビ・ラジオとも千里丘放送センターで番組を制作していた1986年10月から、現在の本社屋へ移転した後の1998年6月までは、当コーナーの本番前に『すてきな出逢い いい朝8時』（全国ネットのテレビ番組で土曜日の8:00 - 9:30に千里丘放送センター→現在の本社屋内のスタジオから生放送）の司会を務めていた。
- 10:55 エジプト占星術が語る星占い

唯一平日と共通で放送されている占いコーナー。但し、当初はBGM等の内容が異なっていた。後述の「私の好きな歌」のコーナーの後で放送される場合もある。
- 11:00 私の好きな歌

「人それぞれにドラマあり」のフレーズで始まるリクエストコーナー。リスナーから寄せられたお便りを浜村が情感たっぷりに紹介し、その後リクエスト曲が掛かる。
- 11:15 MBSニュース・お天気のお知らせ・MBS交通情報・USJ情報
- 11:25 はがきをありがとう〜おみやげのプレゼント〜・3

3回目は基本的にこの時間帯での放送だが、「映画サロン」が早く終わったときや、「西川きよしのきょうも元気です!」が休止のときなどは、11時前に放送されることがある（その場合この時間はお便りの紹介などに当てられる）。
最後に、浜村とアシスタントが「いろはの『い』の字によく似た姿」「（浜村）淳と」「（アシスタントの名前）で」「ありがとう」という口上を交互に披露。口上は平日版と同じだが、土曜版では「この後は」と続けた後に、2人が声を揃えて後枠番組のタイトル（2021年1月の時点では『それゆけ!メッセンジャー』）を叫ぶ。浜村がスタジオへの出演を見合わせていた同月16日放送分では、浜村に代わって鳥居が出演したことから、「いろはの『い』の字によく似た姿」「（鳥居）睦子と」「（佐々木）りつ子で」「ありがとう」という口上に変えていた。

## オープニング
- 平日版が放送されていた2024年3月までは、事前に収録した音源を流していた平日版とは別に、生放送で以下の文言を披露。以下に太字で記すフレーズ以外の文言は、平日版と異なっていた。
- 太字部分は平日と同じ。

全員『♪チョイとでました、ごきげんラジオ♪ バンザーイ、バンザーイ、バンザーイ』
アシスタント『一番に入れるスイッチなんでしょう。来る日も来る日も（毎日放送→）MBSラジオ、1179』
浜村『ありがとう浜村淳です』（平日は手伝い役の「ありがとう娘。」が喋る）
浜村・アシスタント『土曜日です』
アシスタント『おはようございます、（アシスタントの名前）です。花の放送局（MBS→）MBSラジオから、AM1179・FM906で夢いっぱいの番組をお届けします』
- オープニングコーラスには浜村・アシスタント・スタッフの他、『かめばかむほど亀井希生です!』のレギュラー出演者（パーソナリティの亀井・パートナーの島田珠代→森田まりこ）[6] が（浜村曰く「無償」で）参加している。そのため、オープニングトークの冒頭で「今朝も『かめばかむほど亀井希生（です）』のみなさまにオープニングコーラスを手伝っていただきまして・・・」と言葉を述べる。
- 長年「ありがとう浜村淳です」のタイトルコールの後に「土曜日でーす」と言っていたが、2013年頃から2020年まで、浜村が「8時だョ!全員集合」と言うようになった。
- ※USJからの放送の頃は「大阪のハリウッド、ユニバーサル・スタジオ・ジャパンからお届けします」だった。
- ※またFM補完放送（ワイドFM）開始前までは平日版と同様「星の放送局から、星の21世紀をお届けします」とアナウンスしていた。
- 2020年4月7日以降は、日本国内で新型コロナウイルスへの感染が拡大していることを踏まえた暫定措置として、文言の大半を以下のように平日版と統一。平日版の終了によって、土曜日のみの放送へ移行した2024年4月6日以降の放送でも、以下の文言の使用を続けている。

アシスタント「一番に入れるスイッチなんでしょう。来る日も来る日も（毎日放送→）MBSラジオ、1179」
浜村「ありがとう浜村淳です」（1992年以前は、浜村とアシスタントが言っていた）
浜村・アシスタント「土曜日でーす」（2021年8月ごろから。それまではここまでを浜村が述べていた。番組タイトルを浜村とアシスタントで披露するのは1992年以来）
アシスタント「おはようございます、（アシスタント名）です。花の放送局（MBS→）MBSラジオから、AM1179・FM906で夢いっぱいの番組をお届けします」
土曜版のテーマ曲が流れ、「芸能情報」がスタート。平日と異なり、テーマ曲はコーナーが始まって1分以内には絞られる。

## テーマ曲
- Tony Hatch「El Payaso」
  - 平日版の放送を終了してからも、土曜日の放送で引き続き使用。

## 平日版との相違点
- 平日版に比べて放送時間が長い。
- オープニングの放送形式や、決まり文句の一部が異なる（前述）。
- 8時台にニュース・天気・交通情報のコーナーを設けている。
- プロ野球シーズンに阪神タイガースが金曜日（放送前日）の試合に勝利しても、平日のように「浪速の空は日本晴れ〜♪」という歌を披露しない。
  - 浜村は、土曜日に歌わない理由として、「合いの手を打つ『ありがとう娘。』が土曜日には居ないから」と述べている。ただし、土曜日でも一時歌っていたことがある。
- YouTubeでのアーカイブ配信を実施していないが、2014年9月6日放送よりRadiko.jpプレミアム（エリアフリー聴取）を通じて全国で聴取可能。